# Bờ biển dốc

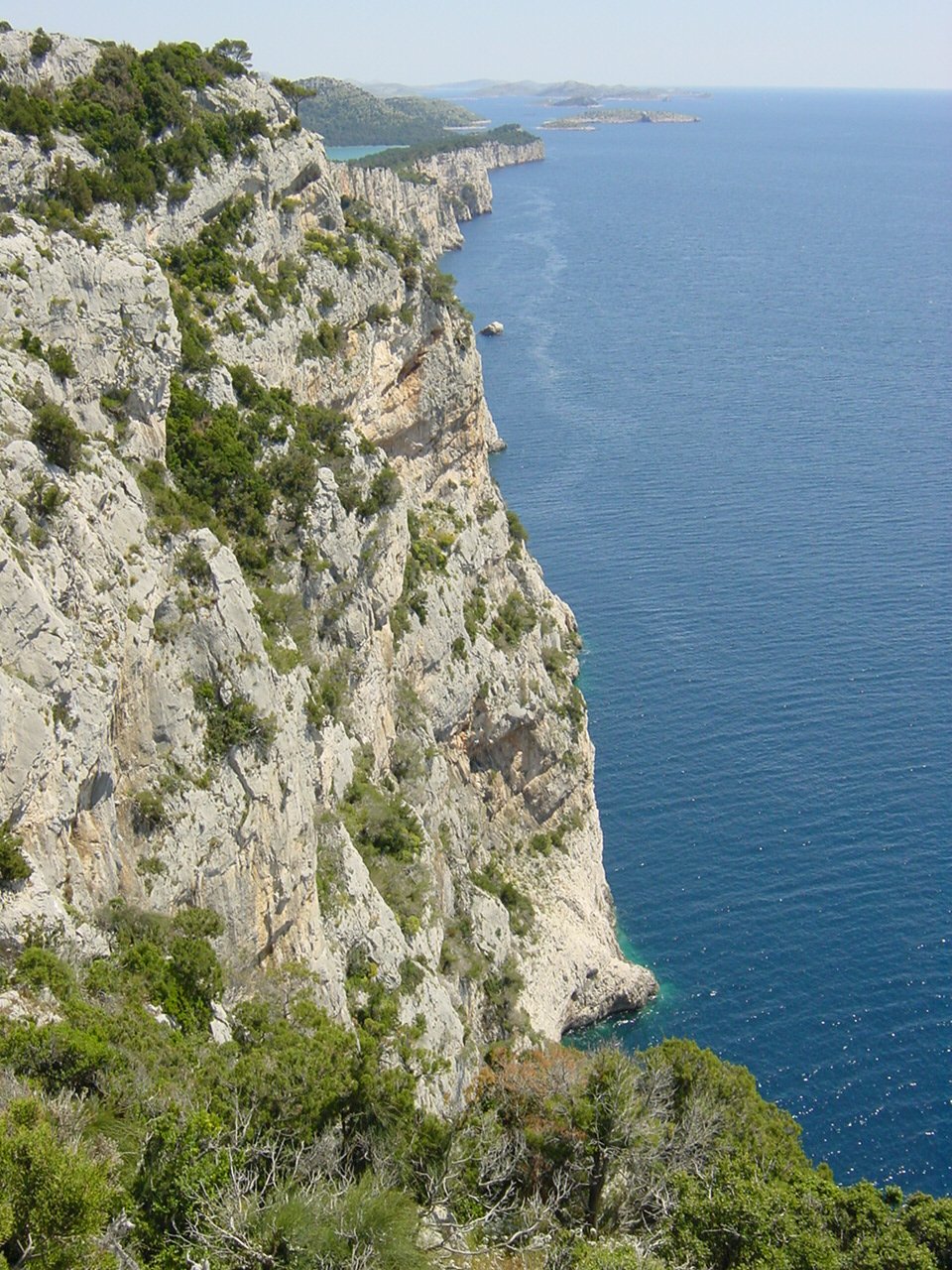
Quang cảnh bờ biển dốc trên đảo Dugi Otok thuộc Croatia

Bờ biển dốc là một dải đường bờ biển và là nơi đất liền dốc xuống biển một cách đột ngột, trái ngược với bờ biển phẳng - nơi đất liền thoải dần về phía biển. Đất trên bờ biển dốc có độ cao vượt hẳn so với mực nước biển.
Hầu hết các bờ biển dốc là các bờ biển vách dốc đầy đá, nơi quá trình xâm thực của sóng là nguyên nhân gây nên độ dốc lớn. Một loại bờ biển dốc khác là fjord, được hình thành khi một thung lũng chìm một phần xuống biển do mực nước dâng lên. Ở Na Uy, New Zealand và Alaska (Hoa Kỳ), có những fjord có cạnh thẳng đứng cao 1.000 mét so với mực nước biển đồng thời một phần bị chìm ngập 300 m dưới nước.
Trên các đảo núi lửa, biển xâm nhập vào trũng núi lửa, và ống núi lửa sẽ hình thành nên bờ biển dốc. Ví dụ minh hoạ cho hiện tượng này là đảo Santorini thuộc quần đảo Cyclades, Hy Lạp. Một trũng núi lửa - với rìa là nơi thị trấn chính Thira toạ lạc - có độ cao khoảng 300 m so với mực biển và đổ dốc 200 m dưới mặt nước.